# Thomas Sterling

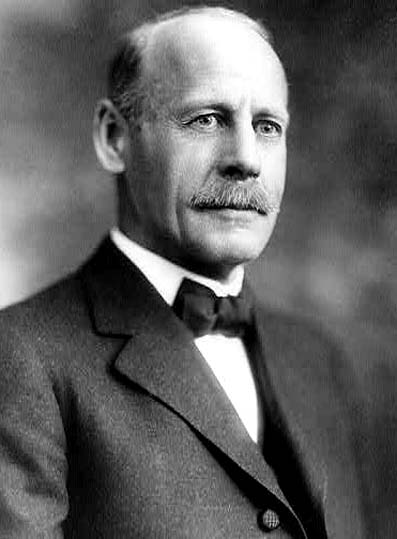
Thomas Sterling

Thomas Sterling (* 21. Februar 1851 bei Amanda, Ohio; † 26. August 1930 in Washington, D.C.) war ein US-amerikanischer Politiker (Republikanische Partei), der den Bundesstaat South Dakota im US-Senat vertrat.

## Frühe Jahre und juristische Laufbahn
Thomas Sterling war noch ein Kleinkind, als seine Eltern mit ihm 1854 ins McLean County in Illinois zogen. Dort kam 1857 sein Bruder John zur Welt, der später ebenfalls Politiker werden sollte und für Illinois von 1915 bis 1918 im US-Repräsentantenhaus saß. Nach dem Besuch der öffentlichen Schulen studierte er an der Illinois Wesleyan University in Bloomington und machte dort 1875 seinen Abschluss. Danach amtierte er bis 1877 als Schuldezernent der Stadt Bement.
Sterling absolvierte eine juristische Ausbildung und wurde 1878 in die Anwaltskammer aufgenommen, woraufhin er in Springfield zu praktizieren begann. Von 1880 bis 1881 arbeitete er dort als Staatsanwalt. 1882 zog er ins Dakota-Territorium, wo er sich zunächst in Northville und später in Redfield niederließ. Zwischen 1886 und 1888 war er der Bezirksstaatsanwalt im Spink County. An der University of South Dakota in Vermillion fungierte er von 1901 bis 1911 als Dekan der juristischen Fakultät.

## Politik
1889 war Thomas Sterling Delegierter zum Verfassungskonvent von South Dakota; im Jahr darauf gehörte er dem Staatssenat an. 1912 trat er bei den Vorwahlen der Republikaner gegen den amtierenden US-Senator Robert J. Gamble an und setzte sich dabei ebenso durch wie später bei der eigentlichen Wahl, woraufhin er am 4. März 1913 in den Kongress einzog. Sechs Jahre später wurde er im Amt bestätigt, ehe er seinerseits 1924 die erneute Nominierung seiner Partei verfehlte und somit am 3. März 1925 aus dem Senat ausscheiden musste. Während seiner Amtszeit war er unter anderem Vorsitzender des Ausschusses für den öffentlichen Dienst. Im Senat stimmte er als einer von fünf Republikanern gegen den Immigration Act of 1924, der die Einwanderungsbeschränkungen insbesondere für Süd- und Osteuropäer sowie bestimmte asiatische Herkunftsländer weiter verschärfte.
Im Anschluss an seine Senatslaufbahn arbeitete Sterling als Anwalt in Washington und gehörte der juristischen Fakultät der National University in La Jolla an. US-Präsident Calvin Coolidge berief ihn 1925 in die Kommission zur Vorbereitung der Feierlichkeiten des 200. Geburtstages von George Washington. 1930 starb Thomas Sterling in Washington.